# Raffaello Lambruschini

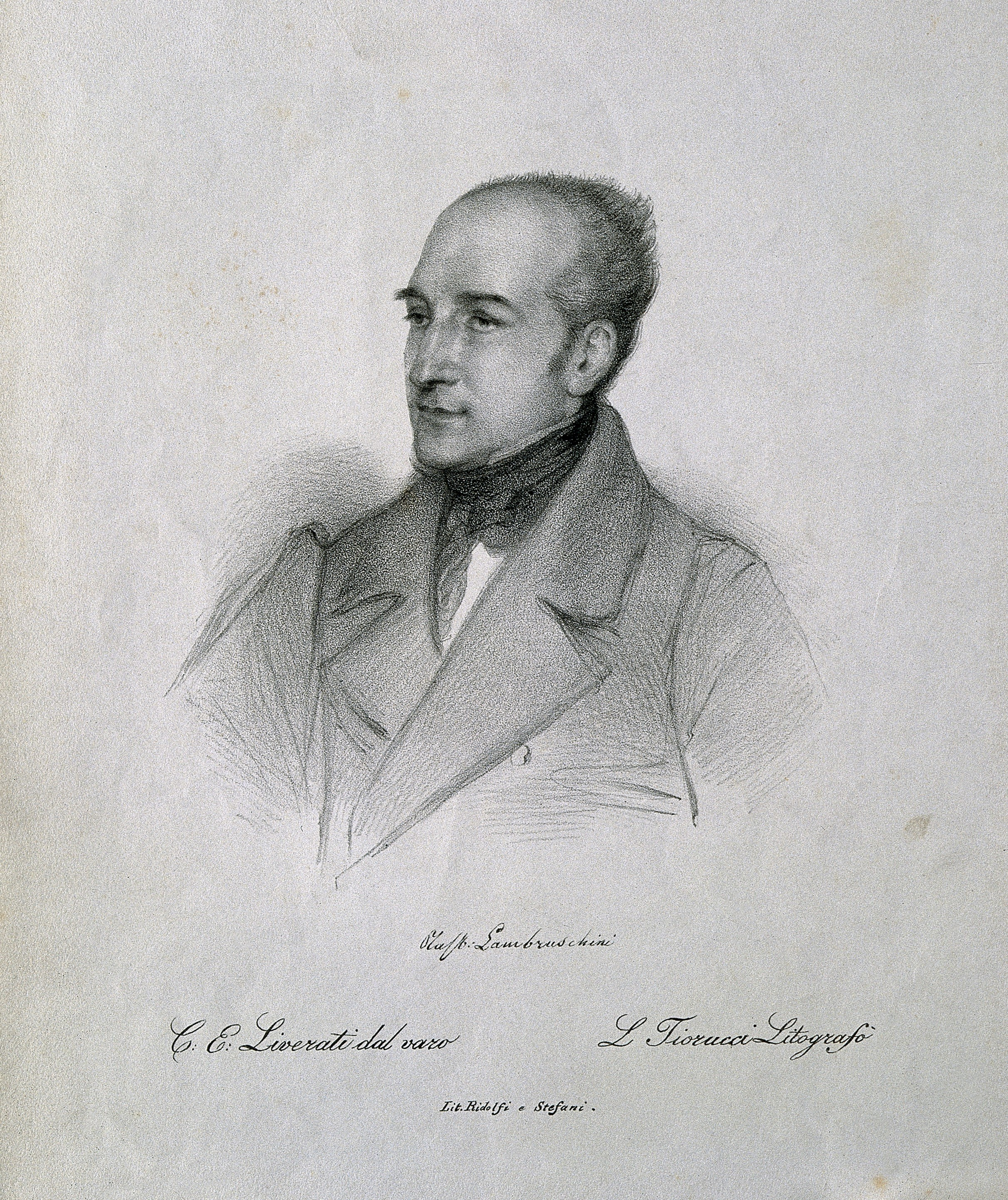
Raffaello Lambruschini

Raffaello Lambruschini (* 14. August 1788 in Genua; † 8. März 1873 in Florenz) war ein italienischer Politiker, Agronom und Pädagoge.

## Biografie

### Die ersten Jahre
Er wurde am 14. August 1788 in Genua als Sohn von Luigi Lambruschini und Antonietta Levrero geboren.
Er begann sein Studium in seiner Heimatstadt und setzte es später in Livorno fort, wohin sein Vater wegen seiner Geschäfte und auch wegen der Rückkehr der französischen Regierung nach der Schlacht bei Marengo mit seiner Familie umgezogen war.
Auf Wunsch seiner Familie zog Raffaello nach Rom um unter der Aufsicht seiner beiden Onkel väterlicherseits, Mons. Giovanni Battista und dem Barnabiten-Priester Luigi Lambruschini (zukünftiger Kardinal und Staatssekretär), seine theologischen Studien und seine kirchliche Laufbahn zu verfolgen. Er beendete seine Vorbereitung auf das Priestertum unter der Leitung der Jesuiten im Diözesanseminar von Orvieto. Hier verfeinere sich nicht nur seine klassische Ausbildung, die für eine schnelle und brillante Prälatenkarriere unerlässlich war, sondern er war auch in der Lage, sich den neuen Ideen von Freiheit, Gerechtigkeit und Gleichheit zu stellen, die von zahlreichen neapolitanischen Exilanten mitgebracht wurden. Der Kontakt mit diesen Vertriebenen beeinflusste seine zivile und politische Bildung, indem er sich für egalitäre und humanitäre Aspekte öffnete. Er definierte die moralischen und bürgerlichen Grundsätze, die bei jungen Menschen ins besonders im Bereich der allgemeinen und beruflichen Ausbildung entwickelt werden müssen.
Am 18. Februar 1812 wurde er verhaftet und ins Exil nach Korsika deportiert. In dieser Zeit korrespondierte er mit Angelo Mai und las zahlreiche Werke, darunter die Théorie élémentaire de la botanique. Dies öffnete ihm die Augen für die Abstraktheit der Prozesse der theologischen und moralischen Wissenschaften und führte ihn in experimenteller und kritischer Art und Weise im Umgang mit Problemen ein, um die Fortschritte der Wissenschaften zur Umsetzung einer neuen Kultur anzuwenden.
Diese Zeit des Exils wurde später von Lambruschini selbst als „seine wahre geistige Erneuerung“ bezeichnet.

### Priestertum und kulturelle Bildung
Nach seiner Freilassung im Jahr 1814 trat er in die Prälatur der Kongregationen der römischen Kurie ein, billigte aber nicht die neue Richtung der Kirche, „die nicht länger danach strebte, die Menschen zu gewinnen, sondern sie zu unterwerfen“. Er zog sich bald zurück und gründete 1816 seinen Wohnsitz in Figline Valdarno, am väterlichen Gut von San Cerbone.
In Valdarno gelang ihm durch eine psychologische Selbstbeobachtung und eine detaillierte empirische Beobachtung der verschiedenen Probleme, die das italienische und europäische Bewusstsein der damaligen Zeit beeinflussten, die grundlegenden Fragen in ihrer historischen Entwicklung zu erfassen. All dies wurde von der toskanischen Kultur der damaligen Zeit begünstigt, die beeinflusst durch das galiläische Denken, sich an Sensitivität und Realismus orientierte und sich nicht für reine philosophische Spekulation interessierte.
Die Verwaltung des riesigen Anwesens von San Cerbone nahm viel Zeit in Anspruch: pflügen, hacken, stutzen …; daher hatte er die theoretischen Spekulationen aufgegeben, um die verschiedenen Aspekte der Produktion zu untersuchen.
Angeregt durch den Wunsch nach Innovation in der Landwirtschaft ging er von Zeit zu Zeit nach Florenz um die botanischen Lektionen von Prof. Carlo Passerini und Prof. Ottaviano Targioni zu hören und sein Wissen über die Landwirtschaft zu vertiefen.
In den Jahren 1823–1824 begann Lambruschini die Accademia dei Georgofili zu besuchen, um eine Lösung für das landwirtschaftliche Problem zu finden, das seiner Meinung nach durch eine bessere und rationalere Nutzung des Bodens, durch die Einführung neuer Techniken, die bereits an anderer Stelle erprobt wurden, und durch die Einführung neuer Produktionsformen gelöst werden könnte. Es war Passerini selbst, der ihn in die Redaktion des Giornale Agrario einführte; so hatte er die Gelegenheit, Giovan Pietro Vieusseux und alle Intellektuellen des Komitees kennenzulernen: Gino Capponi, Cosimo Ridolfi, Bettino Ricasoli, Niccolò Tommaseo, Vincenzo Salvagnoli. Gemeinsam mit ihnen war Lambruschini bestrebt, die Lebensbedingungen der Menschen zu verbessern und den Gemeinsinn durch die Einrichtung von Lancasterschulen, Kunsthandwerk, Sparkassen, Kindergärten und Zeitschriften zu wecken.
Alle diese Initiativen sollten einen nationalen Wachstumsprozess anregen, in dem soziales Gleichgewicht und die Bildung von Individuen die letzten Eckpfeiler des Denkens der liberal-katholischen Gruppe sind.

### Pädagogische Tätigkeit
Lambruschini verfolgte mit Interesse die Entwicklung der wechselseitigen Methode in Italien, so dass ihm sein Interesse am theoretischen, didaktischen und pädagogischen Teil der Bewegung beträchtliche Verdienste einbrachte. Im selben Zeitraum wurden in der Toskana zahlreiche Schulen dieser Art gegründet, da sie nicht nur als effektiv, sondern vor allem als kostengünstig galten. Darüber hinaus wurden nach dem Vorbild von Aporti viele Kindergärten gegründet und eine vielfältigere Literatur für Kinder durch öffentliche Wettbewerbe gefördert.
Die Volksbildung in der Toskana wurde zunächst von Großherzog Leopold II. privaten Initiativen anvertraut, die von einer starken sozialen Sensibilität geleitet wurden. Das Gabinetto Vieusseux, das durch die Initiative von Capponi, Ridolfi, Ricasoli und Lambruschini diesen Aufklärungsprozess durch die Bereitstellung von technischem und ethischer Bildung in Gang setzte, führte folglich zu einer Bewusstseinssteigerung der toskanischen landwirtschaftlichen Bevölkerungsschicht.
In diesem Klima gründete Lambruschini 1827 mit Cosimo Ridolfi, Lapo de’ Ricci und Gino Capponi den Giornale Agrario Toscano, mit dem Ziel, die Menschen über landwirtschaftliche Prozesse und Fortschritte aufzuklären, die Lebensbedingungen zu verbessern sowie die von der Accademia dei Georgofili vertretenen Prinzipien der öffentlichen Wirtschaft und Landwirtschaft zu verbreiten.
1830 erklärte sich der toskanische Erzieher bereit, den ältesten Neffen von Vieusseux, Paolino und später den jüngeren Emilio zu unterrichten und zu erziehen. Mit ihnen wird in der Villa von San Cerbone ein Institut geboren, in dem Kinder aus wohlhabenden Familien, aber nie mehr als zwölf Studenten, aufgenommen werden. Dieses Institut basierte auf demselben Geist und auf den neuen Methoden des Vernier-Institutes und wurde von seinem großen Freund Francesco Naville geleitet.
Das San Cerbone Institut nahm sowohl Kinder wohlhabender Eltern, die eine für das Überleben des Instituts entscheidende monatliche Gebühr zahlten, als auch die Kinder der Bauern, die seine Finanzen mit freiwilligen Spenden unterstützten, auf. Beide machten die gleichen Studien und erhielten die gleiche Ausbildung, mit dem einzigen Unterschied, dass sie in verschiedenen Teilen der Villa lebten.
Die Frucht dieser Erfahrung findet sich im Guida dell’educatore, einer Zeitung, die zwischen 1836 und 1845 von Lambruschini gegründet und geleitet wurde „...das Beste das Florenz und die Toskana hatte“, die glücklicherweise in ganz Italien verbreitet war, um sich dem Bildungsproblem der Eltern und Lehrer zu begegnen und durch die Lambruschini dachte, das liberal-katholische und gemäßigte Denken um die Probleme der Erziehung und der Volksbildung zu bündeln.
In der Toskana war es jedoch, wie auch im übrigen Italien (mit Ausnahme der Lombardei), aufgrund der lächerlichen Mittel, die von den Regierungen für die öffentliche Bildung bereitgestellt wurden, schwierig Schulen zu gründen und zu unterhalten, insbesondere in ländlichen Gebieten. Auch aus diesem Grund löste der toskanische Priester 1847 sein Institut in San Cerbone auf, beendete sein Agronomiestudium und zog nach Florenz. Hier leitete er zwischen 1847 und 1849, mit Bettino Ricasoli und Vincenzo Salvagnoli, die gemäßigte Zeitung La Patria, mit der Vision, die Vereinigung Italiens vorzubereiten. Die Zeitung wurde jedoch eingestellt und Lambruschini war gezwungen auf seinem Anwesen zu arbeiten.
Danach arbeitete er zunächst für eine nationale Zeitung und von 1849 bis 1851 für das Statuto und schrieb eine Reihe von politischen und pädagogischen Artikeln. Er schrieb auch über Autorität und Freiheit, den Klerus, die Emanzipation der Juden und die Befreiung Polens.
In diesen Jahren engagierte sich Lambruschini politisch, bekannte sich zum Neoguelfismus und pflegte die Hoffnung auf eine Versöhnung des Papsttums mit den liberalen und nationalen italienischen Bestrebungen, nachdem Vincenzo Gioberti seine These über die „Vormachtstellung“ unter den europäischen Nationen formuliert hatte, die Italien finden würde, wenn die erneuere Kirche ihre universelle Funktion wieder aufgenommen hätte. Deshalb hoffte er auf eine nationale Einigung durch eine föderale Staatenform unter dem Vorsitz des Papstes unter Wahrung der einzelnen Herrscherdynastien.

### Arbeit im toskanischen Parlament
Nach Ausbruch der Revolution 1848 setzte sich Lambruschini im Juni 1848 mit dem Generalrat der Toskana und den gemäßigten Liberalen wie Salvagnoli und Ricasoli zusammen und schlug eine Föderation nach einer Idee von Gioberti zur Lösung des Problems der nationalen Einheit vor. Das Scheitern des Vorschlags der Neoguelfen, bedingt durch den Wegfall der Kriegsunterstützung von Papst Pius IX. öffnete jedoch den Weg zur piemontesischen Herrschaft, die später zur nationalen Einheit führen sollte. Er wurde zum Vizepräsidenten gewählt. Im November desselben Jahres wurde er erneut in das Toskanische Parlament gewählt. Nach der Weigerung des Ministers Giuseppe Montanelli - Francesco Domenico Guerrazzi als Nachfolger des Ministers Capponi zu genehmigen, blieb ihm nur eine Außenseiterrolle und er bewarb sich im März 1849 nicht erneut.
1849 wurde Lambruschini durch die Flucht des Papstes und des Großherzogs zu einer Randerscheinung in der damaligen Politik. Er flüchtete wieder nach S.Cerbone, wo er von den Livornesen angegriffen wurde, die nach „Pfaffen“ suchten.
Während dieser Zeit reorganisierte und korrigierte er alles, was er im Guida dell'educatore veröffentlicht hatte. Das Ergebnis dieser Studie war 1849 die Abhandlung Dell'Educazione e dell'Istruzione.
Am 27. April 1859 verließ Leopold II. nach dem siegreichen Krieg der französisch-piemontesischen Truppen und Volksaufständen die Toskana für immer.
Die neue Situation ermöglichte Lambruschini eine Rückkehr in die Politik. Er wurde Vizepräsident des Staatsrates und wurde im Oktober 1859 als Stellvertreter der toskanischen Versammlung und zum Generalinspektor der Schulen wiedergewählt, seine Mitstreiter waren Gerolamo Buonazia, Augusto Conti und Aurelio Gotti.
Am 15. März 1860 stimmte die Region der Annexion durch Viktor Emanuel II. zu und wenige Tage später drangen die piemontesischen Truppen in Florenz ein.

### Senator des Königreichs
1860 gründete er zusammen mit Conti und Gotti die sehr erfolgreiche Zeitung La famiglia e la scuola (Familie und Schule) mit pädagogischen, politischen, didaktischen und organisatorischen Beiträgen. Er kehrte zur Zeitung La gioventù zurück um seine Ideen über den Leseunterricht zu präsentieren und zu vervollkommnen und nahm so den fruchtbaren Kontakt zwischen den besonderen Problemen des Unterrichts und den allgemeineren Problemen der Pädagogik, die das grundlegende Merkmal seines pädagogischen Denkens waren, wieder auf.
Von Bedeutung waren seine Beiträge zum „Sprachproblem“, um die sich Fragen der Anthropologie drehen. Die Unterstützung der gemeinsamen Sprachwurzeln war ein Weg um die Einheit der Menschheit und sprachpolitische Fragen wie den didaktischen Gebrauch von Muttersprache und Dialekten zu unterstützen.
Mit der Annexion der Toskana durch das Piemont wurde er am 23. März 1860 zum Senator des Königreichs Sardinien ernannt; die Ernennung wurde dann am 6. Juli 1860 bestätigt und erst am 20. April 1861 zum Senator des Königreichs Italien vereidigt.
In der Zwischenzeit wurde er am 3. Februar 1861 im Kollegium für politische Wahlen von Cagli (Pesaro und Urbino) mit 153 von 157 Stimmen in die Abgeordnetenkammer des Königreichs Italien gewählt, doch die Wahl endete erst am 1. März 1861, als er bereits zum Senator vereidigt war.

### Die letzten Jahre
Nach dem Tod von Cosimo Ridolfi im Jahr 1865 wurde er zum Präsidenten der Accademia dei Georgofili gewählt, 1867 zum Professor für Pädagogik und Anthropologie am Institut für Höhere Studien und zum Leiter desselben Instituts und 1869 zur Erzkonsul an der Accademia della Crusca. Die öffentlichen Aufgaben hinderten ihn jedoch nicht daran, sich seinem Studium zu widmen: Er beschäftigte sich mit einigen methodischen Problemen, veröffentlichte Lehr- und Kinderbücher.
1871 veröffentlichte er Dell’Istruzione, 1872 Delle virtù e dei vizi und 1873 Elogi e Biografie. Am 8. März 1873 starb er, gelähmt, im Alter von 85 Jahren in seiner Villa in S. Cerbone. Er wurde in der Familienkapelle auf dem Friedhof von Figline Valdarno begraben.

## Auszeichnungen

Ritterorden der hl. Mauritius und Lazarus
Orden der Krone von Italien
Zivilverdienstorden von Savoyen

## Werke
- R. Lambruschini: Conferenze religiose e preghiere inedite. Hrsg.: Angiolo Gambaro. La Nuova Italia, Venedig 1926 (italienisch).
- Riforma religiosa nel carteggio inedito di Raffaello Lambruschini. Paravia, Turin 1926 (italienisch).
- R. Lambruschini: Scritti politici e di istruzione pubblica. La Nuova Italia, Florenz 1937 (italienisch, Gesammelt und Illustriert von A. Gambaro).
- R. Lambruschini: Scritti di varia filosofia e religione. La Nuova Italia, Florenz 1939 (italienisch, Gesammelt und Illustriert von A. Gambaro).
- R. Lambruschini: Scritti pedagogici. Hrsg.: G. Verucci. UTET, Turin 1974 (italienisch).
- G. Capponi, R. Lambruschini: Carteggio (1828-1873). Fondazione Spadolini - Nuova Antologia - Le Monnier, Florenz 1996 (italienisch, Einführung und Herausgeber V. Gabbrielli, Vorwort von C. Ceccuti).
- R. Lambruschini, G. P. Vieusseux: Carteggio, 1826-1834. Fondazione Spadolini - Nuova Antologia - Le Monnier, 1997 (italienisch, Einführung und Herausgeber V. Gabbrielli, Vorwort G. Galasso).
- R. Lambruschini, G. P. Vieusseux: Carteggio 1835-1837. Fondazione Spadolini - Nuova Antologia - Le Monnier, 1998 (italienisch, Einführung und Herausgeber A. Paoletti Lange, Vorwort Cosimo Ceccuti).
- R. Lambruschini, G. P. Vieusseux: Carteggio 1838-1840. Fondazione Spadolini - Nuova Antologia - Le Monnier, 1999 (italienisch, Einführung und Herausgeber Veronica Gabbrielli, Vorwort Cosimo Ceccuti).
- R. Lambruschini, G. P. Vieusseux: Carteggio 1841-1845. Fondazione Spadolini - Nuova Antologia - Le Monnier, 1999 (italienisch, Einführung und Herausgeber Aglaia Paoletti Langè, Vorwort Cosimo Ceccuti).
- R. Lambruschini, G. P. Vieusseux: 1846-1852. Fondazione Spadolini - Nuova Antologia - Le Monnier,, 2000 (italienisch, Einführung und Herausgeber Veronica Gabbrielli, con Vorwort Cosimo Ceccuti).
- R. Lambruschini, G. P. Vieusseux: Carteggio 1853-1863. Fondazione Spadolini - Nuova Antologia - Le Monnier,, 1999 (italienisch, Einführung und Herausgeber  Marco Pignotti, Vorwort Cosimo Ceccuti).